# Maris Pacifici

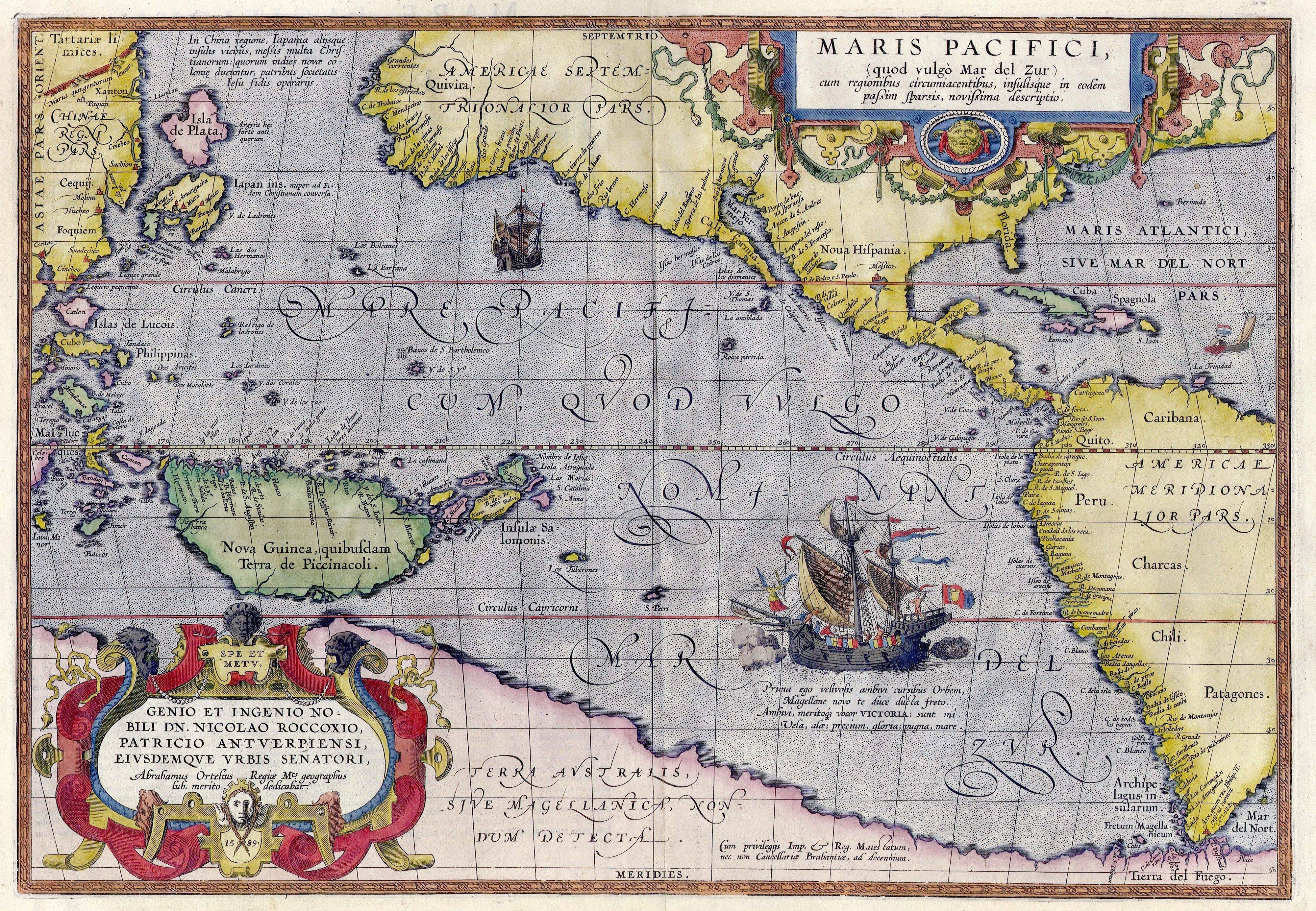

«Опис Тихого океану» (лат. Descriptio Maris Pacifici) - опублікована в 1589 р. карта Ортелія з докладним зображенням Тихого океану, відомого в просторіччі як «Південне море». Це перше детальне зображення тихоокеанського регіону в європейській картографії. 
Основним джерелом Ортелія була карта Америки, виконана Францем Хогенбергом. Тихий океан на мапі витягнуто з північного заходу на південний схід і обмежено з півдня великою «південною землею» (Terra Australis), яка майже змикається з південним краєм Америки. На північ від Японії Ортелій зобразив рівний їй за розміром острів Плата. На зворотному боці карти він розмірковує про те, що Тихий океан був відомий ще Птолемею, який не цілком точно іменував його «великою затокою». 